# Prosica, Adâncata
Prosica (în ucraineană Просіка, transliterat Prosika, în rusă Просека și în germană Prossika) este un sat în raionul Adâncata din regiunea Cernăuți (Ucraina), depinzând administrativ de comuna Suceveni. Are 683 locuitori, preponderent români.
Satul este situat la o altitudine de 333 metri, în partea de vest a raionului Adâncata, pe malul râului Siret.

## Istorie
Localitatea Prosica a făcut parte încă de la înființare din regiunea istorică Bucovina a Principatului Moldovei. În ianuarie 1775, ca urmare a atitudinii de neutralitate pe care a avut-o în timpul conflictului militar dintre Turcia și Rusia (1768-1774), Imperiul Habsburgic (Austria de astăzi) a primit o parte din teritoriul Moldovei, teritoriu cunoscut sub denumirea de Bucovina. După anexarea Bucovinei de către Imperiul Habsburgic în anul 1775, localitatea Prosica a făcut parte din Ducatul Bucovinei, guvernat de către austrieci, făcând parte din districtul Storojineț (în germană Storozynetz).  
După Unirea Bucovinei cu România la 28 noiembrie 1918, satul Prosica a făcut parte din componența României, în Plasa Flondoreni a județului Storojineț. Pe atunci, majoritatea populației era formată din români. 
Ca urmare a Pactului Ribbentrop-Molotov (1939), Bucovina de Nord a fost anexată de către URSS la 28 iunie 1940, reintrând în componența României în perioada 1941-1944. Apoi, Bucovina de Nord a fost reocupată de către URSS în anul 1944 și integrată în componența RSS Ucrainene. 
Începând din anul 1991, satul Prosica face parte din raionul Adâncata al regiunii Cernăuți din cadrul Ucrainei independente. La recensământul din 1989, numărul locuitorilor care s-au declarat români plus moldoveni era de 560 (555+5), reprezentând 93,65% din populația localității . În prezent, satul are 683 locuitori, preponderent români.

## Demografie
Componența lingvistică a localității Prosica
     Română (92,97%)
     Ucraineană (6%)
     Alte limbi (1,03%)
Conform recensământului din 2001, majoritatea populației localității Prosica era vorbitoare de română (92,97%), existând în minoritate și vorbitori de ucraineană (6%).
1989: 598 (recensământ)
2007: 683 (estimare)